# Mike Kennedy (Eishockeyspieler)
Mike Kennedy (* 13. April 1972 in Toronto, Ontario) ist ein ehemaliger kanadischer Eishockeyspieler, der in der NHL für die Dallas Stars, die Toronto Maple Leafs und die New York Islanders spielte. In der DEL war er für die München Barons, die Adler Mannheim und die Iserlohn Roosters aktiv. In den 1990er Jahren war er auch als professioneller Inlinehockeyspieler in der nordamerikanischen Roller Hockey International aktiv.

## Karriere
Der 1,85 Meter große Center begann seine Karriere bei den Seattle Thunderbirds in der kanadischen Juniorenliga WHL, bevor er beim NHL Entry Draft 1991 als 97. in der fünften Runde von den Minnesota North Stars ausgewählt (gedraftet) wurde.
Zunächst wurde der Rechtsschütze bei den Kalamazoo Wings, einem Farmteam in der International Hockey League, eingesetzt, nach der Umsiedlung der North Stars nach Dallas, Texas, spielte er in der Saison 1994/95 erstmals in der NHL. Nach drei Jahren bei den Dallas Stars, wo schnell zum Stammspieler aufgestiegen war, wurde Kennedy 1997 zu den Toronto Maple Leafs transferiert, für die er allerdings nur 13-mal auf dem Eis stand. Bei seiner letzten NHL-Station, den New York Islanders, absolvierte Kennedy nur noch ein Spiel, sodass er 1999 nach Deutschland zu den München Barons wechselte.
Mit den Barons gewann der Kanadier in seiner ersten DEL-Saison die Deutsche Meisterschaft, von 2002 bis 2004 spielte er dann für die Adler Mannheim. Zur Saison 2004/05 wechselte er zu Leksands IF in die schwedische HockeyAllsvenskan. Gegen Ende der Saison verpflichteten ihn die Iserlohn Roosters als Ersatz für Brian Gionta, der seinen Vertrag aus familiären Gründen nicht antreten konnte. Für die Roosters absolvierte Kennedy 13 Spiele. Von 2005 bis 2012 spielte der Kanadier auf Amateurbasis bei den Dundas Real McCoys in der Major League Hockey.
2018 wurde er Assistenztrainer des Eishockeyteams der University of Calgary. Zwei Jahre später übernahm er den Cheftrainerposten bei den Yokohama Grits. Nach zwei Jahren trat er zurück, blieb dem Club aber als Berater erhalten.

## Erfolge und Auszeichnungen
- 1992 WHL All-Star Team
- 2000 Deutscher Meister mit den München Barons

## Karrierestatistik

### Inlinehockey
(Legende zur Spielerstatistik: Sp oder GP = absolvierte Spiele; T oder G = erzielte Tore; V oder A = erzielte Assists; Pkt oder Pts = erzielte Scorerpunkte; SM oder PIM = erhaltene Strafminuten; +/− = Plus/Minus-Bilanz; PP = erzielte Überzahltore; SH = erzielte Unterzahltore; GW = erzielte Siegtore; 1 Play-downs/Relegation; Kursiv: Statistik nicht vollständig)